# Blaine (Maine)
Blaine è una città degli Stati Uniti d'America situata nel nord del Maine. Fa parte della Contea di Aroostook.

## Geografia fisica
Le coordinate geografiche di Blaine sono 46°29′19″N 67°50′46″W.
Blaine occupa un'area totale di 48.30 km², di cui 48.17 di terra e 0.13 di acqua.

## Società

### Evoluzione demografica
Al censimento del 2010, risultarono 726 abitanti, 299 nuclei familiari e 214 famiglie residenti in città. Ci sono 360 alloggi con una densità di 7,54/km². La composizione etnica della città è 96,71% bianchi, 1,49% nativi americani, 0,84% asiatici, 1,06% di altre razze e 0,43% ispanici e latino-americani. Dei 299 nuclei familiari il 27,4% ha figli di età inferiore ai 18 anni che vivono in casa, 60,5% sono coppie sposate che vivono assieme, 8,0% è composto da donne con marito assente, e il 4,0% sono non-famiglie. Il 24,7% di tutti i nuclei familiari è composto da singoli 9,7% da singoli con più 65 anni di età. La dimensione media di un nucleo familiare è di 2,43 mentre la dimensione media di una famiglia è di 2,88. La suddivisione della popolazione per fasce d'età è la seguente: 20,8% sotto i 18 anni, 8,5% dai 18 ai 24, 22.8% dai 25 ai 44, 30,6% dai 45 ai 64, e il 17,4% oltre 65 anni. L'età media è di 43.9 anni. Per ogni 100 donne ci sono 95,2 maschi. Per ogni 100 donne sopra i 18 anni, ci sono 94,0 maschi. Il reddito medio di un nucleo familiare è di $28 693 mentre per le famiglie è di $33 056. Gli uomini hanno un reddito medio di $25 333 contro $20 078 delle donne. Il reddito pro capite della città è di $12 980. Circa il 7,5% delle famiglie e il 10,4% della popolazione è sotto la soglia della povertà. Sul totale della popolazione il 7,9% dei minori di 18 anni e il 16,8% di chi ha più di 65 anni vive sotto la soglia della povertà.

## Politica
Blaine ha votato per John McCain alle elezioni del 2008.